# Tracker
Tracker je osmi studijski album Marka Knopflera. Sve pjesme na albumu napisao je Mark Knopfler.

## Popis pjesama
1. "Laughs and Jokes and Drinks and Smokes" - 6:40
2. "Basil" - 5:45
3. "River Towns" - 6:17
4. "Skydiver" - 4:38
5. "Mighty Man" - 5:55
6. "Broken Bones" - 5:30
7. "Long Cool Girl" - 5:06
8. "Lights of Taormina" - 6:09
9. "Silver Eagle" - 5:02
10. "Beryl" - 3:11
11. "Wherever I Go" - 6:27 (s Ruth Moody)
12. "Hot Dog" - 2:53 (pjesma na izdanju za njemačko tržište)
13. ".38 Special" - 2:47 (dodatna pjesma na Deluxe i Box Set izdanju)
14. "My Heart Has Never Changed" - 3:49 (dodatna pjesma na Deluxe i Box Set izdanju)
15. "Terminal of Tribute To" - 5:52(dodatna pjesma na Deluxe i Box Set izdanju)
16. "Heart of Oak" - 1:46(dodatna pjesma na Deluxe i Box Set izdanju)
17. "Oklahoma Ponies" - 5:19 (dodatna pjesma na Box Set izdanju)
18. "Time Will End All Sorrow"  - 2:59 (dodatna pjesma na Box Set izdanju)

## Izvođači
- Mark Knopfler – vokal, gitara
- Guy Fletcher – klavijature, vokal
- Bruce Molsky – violina, ritam gitara, banjo
- John McCusker – violina, citra
- Mike McGoldrick – zviždaljka, flauta
- Phil Cunningham – harmonika
- Glenn Worf – bas-gitara
- Ian Thomas – bubnjevi
- Nigel Hitchcock – saksofon
- Tom Walsh – truba
- Ruth Moody – vokal